# Черноиванов, Эдуард Алексеевич
Эдуард Алексеевич Черноиванов (26 декабря 1936) — советский футболист, выступал на позиции защитника и полузащитника.

## Биография
Эдуард Черноиванов начинал футбольную карьеру в команде г. Молотова. Выступал в составе свердловского «Авангарда», ленинградского «Адмиралтейца», нальчикского «Спартака». Закончил карьеру игрока в пермской «Звезде» в 1962 году. В Высшей лиге СССР провёл 10 матчей.